# Vincent Le Texier
 (juillet 2024).
Si vous disposez d'ouvrages ou d'articles de référence ou si vous connaissez des sites web de qualité traitant du thème abordé ici, merci de compléter l'article en donnant les références utiles à sa vérifiabilité et en les liant à la section « Notes et références ».
Vincent Le Texier (né en 1957) est un baryton-basse français qui se produit sur les scènes lyriques françaises et internationales.

## Carrière
Il a été l'élève du baryton Udo Reinemann et entre à l’École d'art lyrique de Paris. 
Parmi ses rôles, on peut citer Golaud (Pelléas), Jochanaan (Salomé), Wozzeck.